# 雷検知器
雷検知器（かみなりけんちき、英: Lightning detector）は、雷を検知する器具や装置のことである。
雷は一般的に雷雲として気象レーダーや気象衛星などにより観測されることから、これらも広義には雷検知器である。また、紙避雷器、磁鋼片やロゴスキーコイルなどを用いた雷電流計測装置なども含まれるが、ここでは雷の稲妻を検知する、あるいは稲妻の発生を予測もしくは予知する装置を中心に述べる。

## 概要

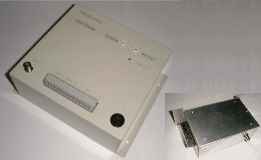
日本で実用化されたポポフ型コヒーラ式雷検知器。機器制御、業務用。気象庁により性能検証され、地震観測システムに採用されている。日米特許。ただし、UL規定改正により、日本でも有資格者向けとされ、一般向け販売は停止された。

雷検知器の原型は1894年、ロシアのアレクサンドル・ポポフ (Александр Степанович Попов) により発明された。
雷はありふれた気象現象のひとつであるが、ひとたび落雷が人や物に生じれば、深刻な事態に至ることが多い。落雷は雷雲下もしくはその周辺に不規則かつ突発的に生じる。また雷雲の位置や状態は刻々と変化していく。大きな広がりを持つ雷雲であれば、落雷の発生する可能性のある地域はそれだけ広くなり、また小さな広がりをもつ雷雲であっても、よく発達し、早い移動速度を持つものであれば、わずかな時間でその移動に伴うように広い地域に多くの落雷が発生する。このようなことから、ヒトの視聴覚のみにより、リアルタイムで自ら、もしくは自らの至近に生じる落雷の可能性を知ることは難しいことがあり、雷検知器は気象観測の他に、これを補う目的のためなどに用いられる。
今日の検知器には大別して、稲妻の発生を検出するものと、稲妻の発生を予測もしくは予知するものがある。雷の性質を利用したいくつかの検出方式があり、その形態も単機能の携帯型のものから、他の気象観測装置などと組み合わせた高機能型までさまざまである。
なお雷検知器を落雷からの直接の人身防護目的に使用する場合、雷の挙動から、雷検知器単体では不十分であることから、他の広域気象観測システム等と組み合わせ、その欠点を補完する。これは一般用の市販品についても同じであるから、その使用にあたっては、その製品の取扱説明書をよく読み、広域気象情報等と併せて用いる必要がある。

## 検出方式と特徴
現在、実用化されている検出方式には大別して4つある。

### 稲妻からの光や音を検出するもの（光音検出型）
大気中で生じる放電である稲妻からは光（雷光）と音（雷鳴）が放出される。これを検出することにより、雷の発生を知ることができる。ただし、雷光、雷鳴の到達範囲から、遠方で発生する雷の検出は難しく、雷検知器の設置点近辺で発生する雷の検知に用いられる。

### 稲妻からの電磁波を検出するもの（電磁波検出型）

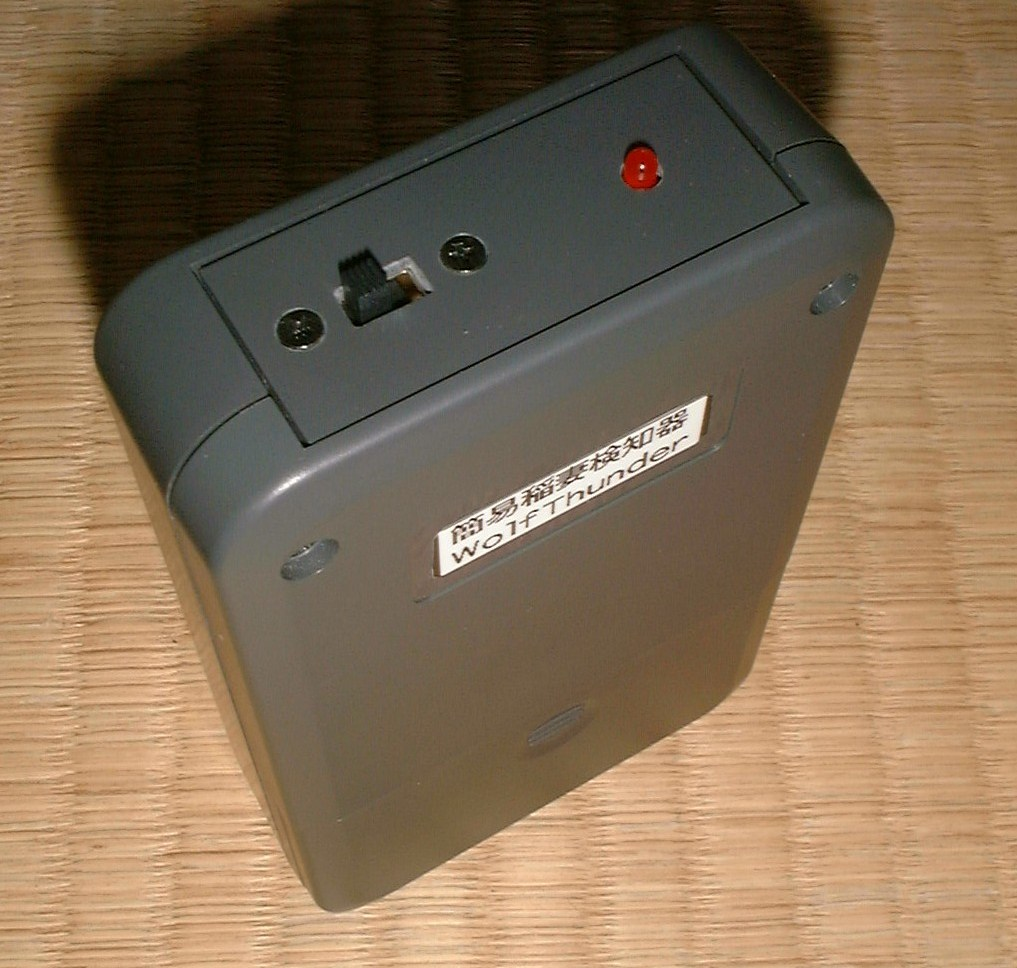
ユーマンのオリジナル理論による電磁波検出型携帯用小型稲妻検知器の例。稲妻が発生する度に数秒間LEDが点灯、同時にブザーが鳴る。稲妻探知範囲は最大で半径約60キロメートル。原理的にユーマン型稲妻検知器は持ち運びながら使うとその場所の受信環境によって稲妻探知範囲が変わり、結果、稲妻までの距離計測が正しくできないことから、その機能を省略して「携帯型」としたアナログ式電磁波検出型携帯用稲妻検知器である。

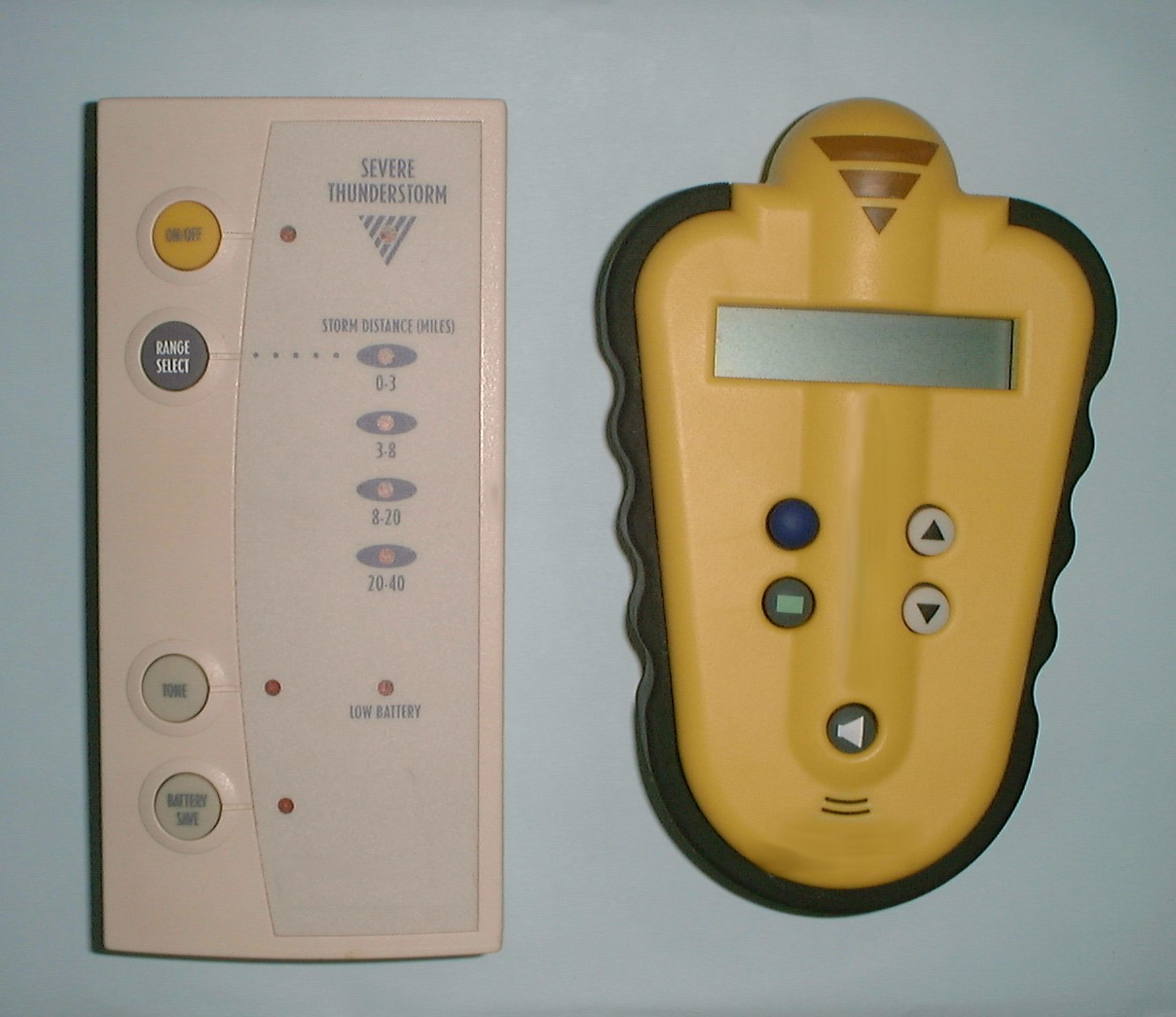
計算回路（コンピュータ）を搭載したデジタル式電磁波検出型小型稲妻検知器の例。左のものは稲妻の発生時、その地点までの大まかな距離をLEDにより表示する。右のものは大まかな稲妻の接近・離間時間をLCDに表示する。なお左のものは竜巻検知器として開発され、現在でもその機能を有している。どちらもユーマン型稲妻検知器であり、できるだけ正しく稲妻までの距離を測定するためには、受信環境の良い場所に静置して使用する必要がある。特に右のものは精密なため、受信環境の良い場所に静置して使用しないと警報そのものが全く出ないこともある。米国製。

放電である稲妻からは電磁波が放出される。これを検出することにより、雷の発生を知ることができる。
古くからあるものであるが、稲妻から放出される電磁波は「ノイズ」であり、無数に存在する電磁波の中から雷の電磁波を特定することが難しく、永らく実験的なものとして使われていた。
1970年代、米国アリゾナ大学（当時）のマーティン・A・ユーマン（en）は、軍の要請、すなわち航空保安用の雷検知器開発のため、稲妻の放出する電磁波を詳細に調べた。その結果、稲妻から放出される電磁波に特徴があることを発見し、「ユーマン理論」（ユーマンの定理と呼ばれることもある。）として発表した。これにより、落雷時に放出される電磁波のみを検出することが可能となり、高精度な雷電磁方向探知システム（LLS = Lightning Location System）が開発され、実用化された。

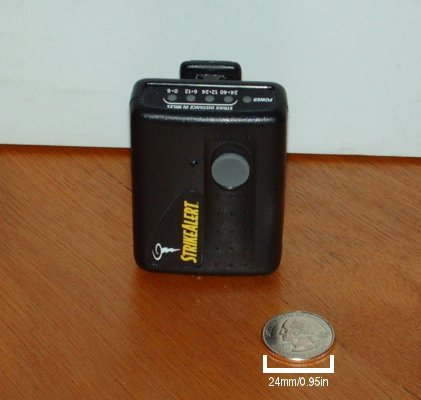
計算回路（コンピュータ）を搭載したデジタル式電磁波検出型小型落雷検知器の例。落雷発生時、落雷地点までの大まかな距離と、落雷地点の接近・離間傾向をLEDにより表示する。持ち運びながら使うと各表示は不正確になる。雲放電などは正しく検知しない「落雷検知器」である。米国製。

その後、落雷の発生位置のみならず、その規模なども知ることができるようになり、謎の多かった雷の詳細解明に大きく寄与、気象学分野の研究に限らず、具体的な避雷対策（落雷対策）などに飛躍的な進歩をもたらした。
今日ユーマン理論は、雷探知網（LDN = Lightning Detection Network）からプライベートユース用の携帯型小型雷検知器にまで応用され、それぞれ機能も種類も豊富である。遠方で発生する稲妻の検出が可能であり、稲妻の発生位置などから、雷雲の接近・離間なども計算により予測することができる。ただしどのような場所に置かれても完全に稲妻とそれ以外の電磁波を弁別することができるものではないため、精度を確保するためには、センサ部の設置場所を選ぶ必要がある。これは同じ原理による、レジャーなどで人身防護用として用いる小型の携帯型雷検知器についても当てはまり、加えてこれらは携帯型あるいは可搬型（必要な場所に運び、静置して使う。）とするために簡素化してあることから、「頭上で発生する雷を捉えられない可能性がある」あるいは「稲妻を検知、警報を出したときには既に自身に落雷が発生している可能性がある。」といった限界もあるので、その使用にあたっては十分な注意が必要である。
電磁波検出型の雷検知器は地上のみならず、今日、宇宙からの雷観測にも用いられるようになってきている。2009年2月16日、大阪大学は東大阪宇宙開発協同組合の小型衛星「まいど1号」に搭載した雷観測装置による成功を発表、さらに2011年から数年間、国際宇宙ステーション日本実験棟で、地球規模での雷放電及び高高度放電発光現象の光学及び電波観測を行う計画を発表している。

#### AMラジオ受信機の転用
日常、簡易に電磁波検出型雷検知器として有効利用できるものに、中波もしくは短波AMラジオ受信機がある。FMラジオ受信機などは利用できない。「ガリガリ」といった音として稲妻の発生を知ることができる。受信機のアンテナ性能にもよるが、稲妻の検知範囲は50キロメートル程度である。
ラジオ受信機を雷検知器として利用する方法は経験的にもよく知られており、火薬類を扱う現場などでは従来よりラジオ受信機が用いられてきた。近年のDSP方式（ソフトウェアラジオ）はデジタルフィルタが使用されている事があり、雷ノイズの一部をカットしてしまうため、従来より汎用されている「ノイズもよく復調する」スーパーヘテロダイン方式などのもののほうが大音量で検出できる。ラジオ受信機から音が聞こえたならば、直ちに（稲妻が発生してからの検知なので、後述のように雷雲の状態によっては寸刻を争うことがある。一部に「ノイズが多ければ危険、ノイズが少なければ安全」という解釈がなされている向きがあるが、これは誤りである。）安全な建物内などに避難する。「ガリガリ」の音が大きくまたその間隔が短くなってくると、雷は接近状態、逆は離間状態である。離間状態となり、加えて完全に雷鳴が聞こえなくなっても、なおしばらくは落雷の危険があるので、少なくとも30分くらいは避難した建物内などから屋外に出るべきではない。
しかし接近状態を厳密に知ることはできない。雷の発生範囲は大規模なもので数百キロメートルと広く、しかもランダムに起こるためである。

### 帯電を検出するもの（電荷検出型）

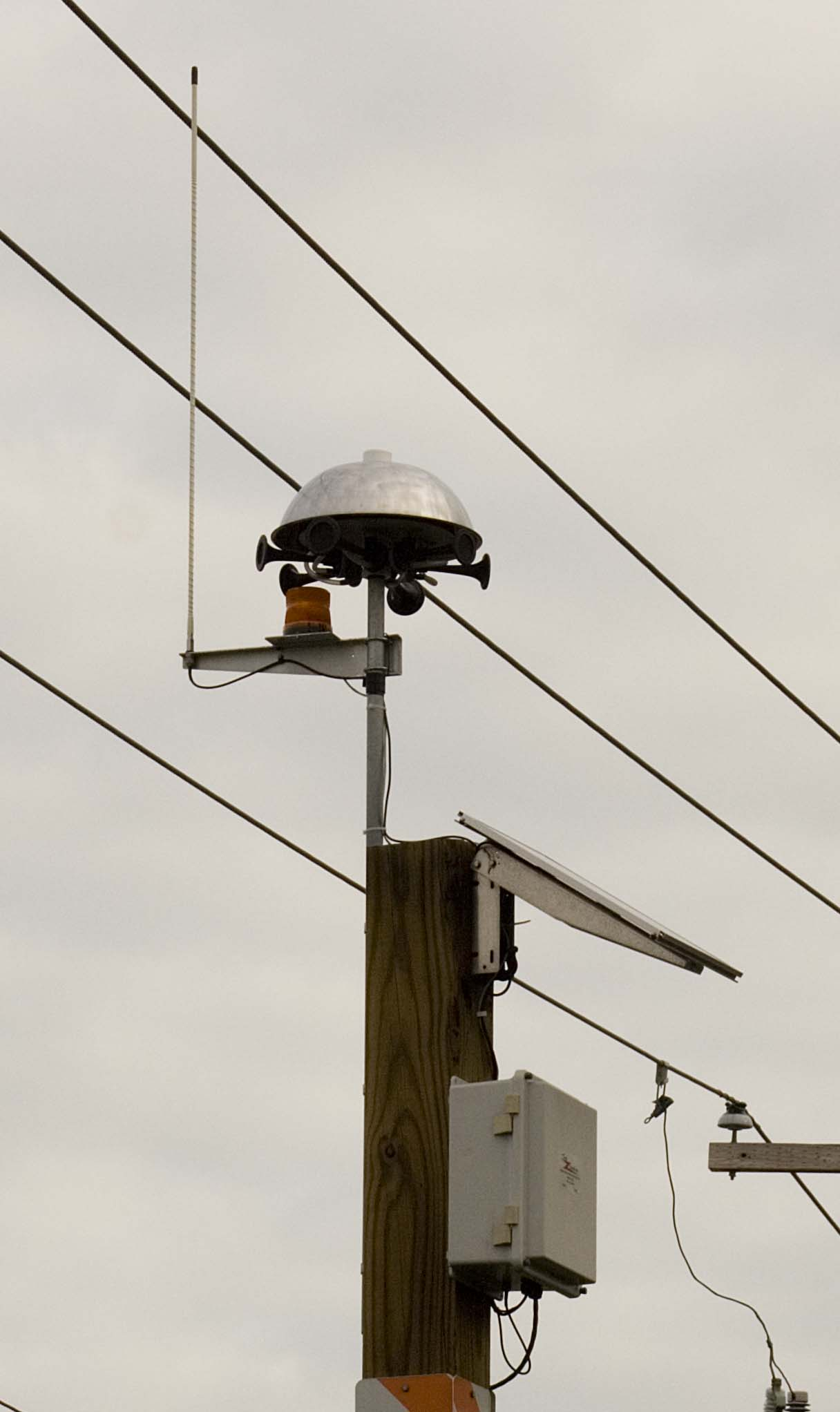
米国で用いられている電荷検出型雷検知器の例。垂直アンテナは稲妻からの電磁波検出用、半球状アンテナは電荷検出用であり、その下に警報ホーン（サイレン）と赤色回転灯、電源を得るための太陽電池パネルなどを設けた独立システムとしてある。

雷雲が発生すると、雷雲と大地との間に電荷が蓄積される。上述の2方式によるものでは稲妻や落雷が発生してからでないと雷検出ができないが、帯電を検出するものは、稲妻や落雷の発生を「予知」することができる。たとえば雷雲と大地間との間に発生する電界をとらえ、電界のエネルギー、変位量、変化の状態などにより雷雲の発生や接近を探知、稲妻の発生を予知することができる。また、雷雲が発生すると地表の突出物からコロナ放電が生じることを利用して、このコロナ電流を検出することにより予知するものもある。ただし帯電を利用することから、遠方で発生する雷の予知には不向きで、雷検知器の設置点の比較的近辺で発生する雷の予知に用いられる。このため、上記電磁波検出型と組み合わせ、システムとしたものもある。

### コヒーラ型（電磁波・電荷両検出型）
最も古いポポフの発明した雷検知器（コヒーラ式雷検知器）は、真空管の発明によってコヒーラが実用の無線通信に供されなくなるとともに歴史上のものになり、またコヒーラの動作メカニズムが解明されていなかったことから、永らく上述の電磁波検出型のものとして認識されていた。しかし一方で理由はわからないものの、コヒーラを使うと簡単に高性能の雷検知器ができることから、その発明以来、改良のための試行が繰り返されていた。
近年になって日本の通信工学系の研究者や技術者らによって、コヒーラそのものからの詳細な研究がなされた結果、コヒーラは独特のインパルス動作スイッチであり、コヒーラを「雷検出素子」として応用すれば、稲妻検知と稲妻発生予知の両方がひとつのコヒーラで可能であることが発見され、検出の心臓部であるコヒーラの大幅な改良、雷警報の自動発令・自動解除機能などが加えられ、その発明より100年以上を経て、実用に供されはじめた。コヒーラの感度限界より、遠方で発生する落雷の予知はできないが、特に電気・通信設備などに影響を及ぼす、1000メートル圏内程度での落雷を予知することができる。コヒーラは自体が避雷素子であることから頑強、すなわち簡単なアナログ回路構成により稲妻からの電磁波に加え、落雷発生前の急激な対地電位変動（電荷量変動）の直接検出ができるのが特長であり、上述のユーマン理論による、また電荷を検出するタイプの雷検知器に概ね共通して必要な外乱排除のための大規模演算回路を必要とせず、雷検知器設置点近辺での落雷の危険性判断を随時、高精度に行うことができる。
このことから主に電気機器や電気設備の避雷制御、送配電系統のローカルな雷サージ監視制御用などに用いられるようになった。

## 実用形態
実験的な雷検知器は古くからあったが、本格的に実用化がはじめられたのは1970年代以降である。

### 雷探知網
雷検知器を計画的に各地に配置、通信回線を用いてそれぞれの検知器の検知結果を集約、分析、利用するもの。
米国では1990年代に全米雷観測ネットワーク（NLDN=National Lightning Detection Network）が完成、これから得られる情報を利用するようになった。日本では米国などからの技術を導入して、1990年代以降、電力会社などでの独自整備が急速に進み、送配電系統の切りかえなどに用いられるようになった。そして2000年には一般向け雷情報提供サービスを目的としたネットワーク（JLDN）が完成している。また気象庁も2010年、「雷ナウキャスト」（後述）を一般向けに広く開始した。
今日、電力会社などでは雷探知網から得られたリアルタイムの落雷情報をインターネットなどで一般にも公開するようになっている。以下の「雷情報外部リンク」などを参照されたい。

### 局地での単独利用
雷は局地的に突発し、秒単位でその状況が変化していく気象現象である。このため雷探知網からの情報が間に合わないことがある。また人里から離れた場所にあっては通信回線がなく、雷探知網からの情報を得るのが困難な場合もある。その他、有線通信回線の場合、回線自体の被雷、無線通信回線の場合、降雨減衰などによるシステムダウンの問題などもある。このことから必要な場所に雷検知器を独立して置き、電力、通信設備などを雷サージなどから護る自動制御用などとして用いられている。なおNTTでは遮断器（ブレーカ）などとあわせ、例えば商用電源を一定時間遮断するシステムのことを特に「雷防護ブレーカシステム」と称している。
英語版: 雷検知（Lightning detection）、雷予報システム（Lightning prediction system）なども参照されたい。

### 総合気象情報としての雷検知
それぞれに長所、短所があり、単体では万能とはならない各種の雷検知器であるが、その短所を補うように異種のものを複数、また、効果的に他の大気観測手段などと組み合わせると、正規の「天気予報」にまで使える有効なものとなる。
気象庁は2010年5月27日から、発達した積乱雲に伴う激しい突風を予報する「竜巻発生確度ナウキャスト」及び雷を予報する「雷ナウキャスト」の発表を開始した。雷ナウキャストは60分先まで10分刻みの局地落雷予測を行うものである。いわゆる分解能は1000メートル四方である。LDNにより観測される稲妻の個数密度の実況と、レーダー3次元観測の結果、すなわちレーダーエコーの移動ベクトルを利用した移動処理、これまでの観測により得られた雷活動の盛衰傾向の統計式などを組合せて行う落雷予報と実況である。より高精度を得るためには雷雲内で電荷が分離・蓄積される構造を詳細に把握する必要があり、現状、電荷分布を直接観測するのは困難であるが、数値計算による大気の鉛直温度分布やレーダー観測による降水粒子の3次元分布やその時間変化により間接的に把握して予報を組み立てるものとしている。
なお今日、JLDNも、総合気象情報として雷情報を提供するようになっている。

## 雷情報外部リンク
| 情報提供先                                | 提供している情報                                           |
| ----------------------------------------- | ---------------------------------------------------------- |
| 気象庁 雷ナウキャスト                     | レーダーの計測結果から計算する雷予報、落雷情報             |
| ウェザーニュース 落雷情報                 | 落雷情報                                                   |
| 東北電力ネットワーク 落雷情報             | 雨雲レーダー、落雷                                         |
| 東京電力ホールディングス 雨量・雷観測情報 | 雷雲レーダー、落雷                                         |
| 中部電力パワーグリッド 雷情報             | 発雷情報                                                   |
| 北陸電力送配電 雷情報                     | 発雷状況、1時間から3時間先の発雷予報、24時間以内の発雷予報 |
| 関西電力送配電 雷情報                     | 落雷位置情報、雷雲観測情報                                 |
| 九州電力送配電 落雷情報                   | 落雷情報                                                   |